# Jamie Costa
James Edward Costa (* 12. Mai 1990 in Charleston, South Carolina) ist ein US-amerikanischer Schauspieler, Synchronsprecher, Autor und Regisseur. Internationale Aufmerksamkeit erlangte er durch seine Nachahmung von Robin Williams. Sein Filmdebüt gab er in dem Krimi Bring Him to Me.

## Frühes Leben
Jamie Costa wuchs in Charleston, South Carolina, auf. Er besuchte christliche Privatschulen bis zur High School, als er auf ein Militärinternat in Virginia geschickt wurde, wo er als ranghöchster Kadett seinen Abschluss machte. Er besuchte kurz das College in The Citadel und studierte schließlich Theater an der North Greenville University in South Carolina. Er studierte ein Semester lang Film in Los Angeles, und und machte im Dezember 2013 schließlich den Abschluss.

## Karriere

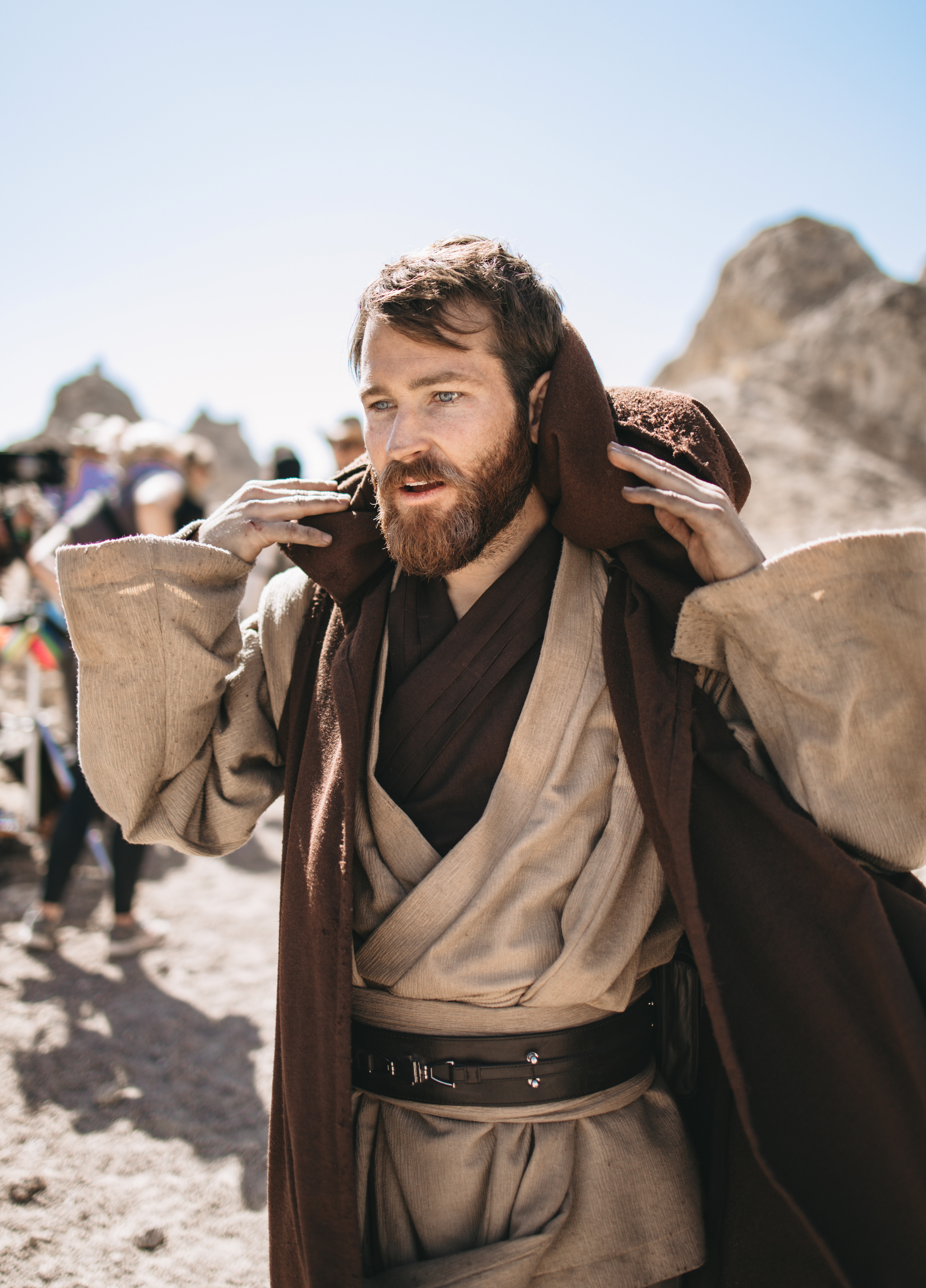
Costa am Set von Kenobi: A Star Wars Fan Film im Jahr 2019.

Ab 2015 begann Costa, Imitationen auf YouTube zu veröffentlichen, darunter Robin Williams, Ian McKellen, Owen Wilson, Matthew McConaughey und Harrison Ford.
Im Juli 2015 zog Costa nach Los Angeles, um seine Karriere als Schauspieler und Filmemacher fortzusetzen. Seitdem hat er in verschiedenen Film- und Fernsehprojekten sowohl auf der Leinwand als auch als Synchronsprecher mitgewirkt. Er hat Star-Wars-Fanfilme produziert und in ihnen mitgewirkt, die auf seinem YouTube-Kanal zu sehen sind.
Im Jahr 2017 spielte Costa eine Nebenrolle in dem Spielfilm Heaven Bound, und in der Fernsehserie My Crazy Ex. Im Jahr 2018 spielte er eine Nebenrolle in dem Film Funny Story und die Fernsehserie The Price of Fame. Costa spielte 2020 einen Soldaten in dem B-Film Robot Riot.
Im Jahr 2021 lud Costa ein fünfminütiges Stück mit dem Titel ROBIN Test Footage Scene auf YouTube hoch. Das Video zeigt Williams, gespielt von Costa, in seinem Wohnwagen bei den Vorbereitungen für eine Episode von Mork vom Ork. Sein Co-Star Pam Dawber (dargestellt von Sarah Murphree) überbringt die Nachricht vom Tod John Belushis, woraufhin Williams emotional reagiert. Das Video wurde mehrere Millionen Mal angesehen. Sowohl USA Today als auch The Independent bezeichneten seine Williams-Imitation als „unheimlich“.
Sein Kinodebüt gab Costa 2023 in dem australischen Spielfilm Bring Him to Me, einem Krimi an der Seite der Schauspieler Barry Pepper und Sam Neill.

## Filmografie (Auswahl)
- 2016: Han Solo: A Smuggler's Trade (Star-Wars-Fanfilm) (Kurzfilm)
- 2017: Heaven Bound
- 2017: My Crazy Ex (Fernsehserie, 1 Folge)
- 2018: Funny Story
- 2018: The Price of Fame (Fernsehserie, 1 Folge)
- 2018: Exodus: Jurassic World Fan Film (Kurzfilm)
- 2019: Kenobi: A Star Wars Fan Film (Kurzfilm)
- 2023: The Beech Boys (Fernsehserie, 7 Folgen)
- 2023: Bring Him to Me (Kinofilm)
- 2024: Zack in Time (Fernsehserie, 1 Folge) (Synchronisation)